# Alte Schule (Probbach)

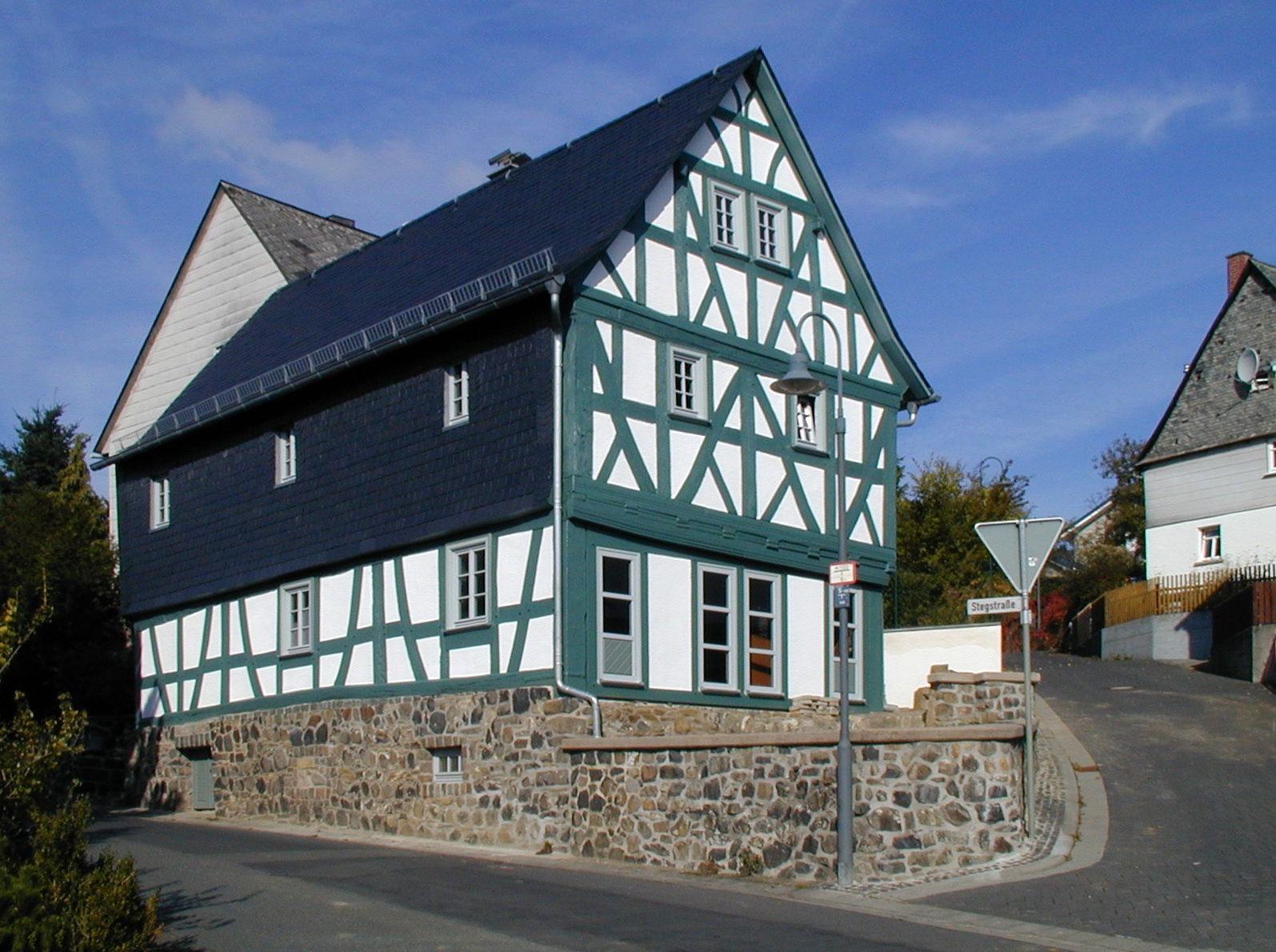
Alte Schule in Probbach

Die Alte Schule in Probbach, einem Ortsteil der Gemeinde Mengerskirchen im mittelhessischen Landkreis Limburg-Weilburg, wurde 1698 als Vikariehaus errichtet. Das ehemalige Schulhaus an der Schulgasse 1, an der Einmündung zur Stegstraße, ist ein geschütztes Kulturdenkmal.
Das zweigeschossige Fachwerkhaus über einem Basaltsockel wurde nur wenig verändert. Am Giebel und an der Innenseite ist ein gleichmäßig starkes und ungestörtes Fachwerk. Die teilweise geschnitzten Füllhölzer haben ein Zackenband.
Das Gebäude ist eine der wenigen Schulen aus der Zeit vor 1817 im Landkreis Limburg-Weilburg.